# Luis de la Lastra y Cuesta
Luis de la Lastra y Cuesta, španski rimskokatoliški duhovnik, škof in kardinal, * 1. december 1803, Cubas, † 5. maj 1876.

## Življenjepis
Decembra 1828 je prejel duhovniško posvečenje.
18. marca 1852 je bil imenovan za škofa Orensa; 20. junija istega leta je prejel škofovsko posvečenje.
3. avgusta 1857 je bil imenovan za nadškofa Valladolida; škofovsko ustoličenje je potekalo 21. septembra istega leta.
16. marca 1863 je bil povzdignjen v kardinala in imenovan za nadškofa Seville. 12. julija 1867 je bil ustoličen kot kardinal-duhovnika S. Pietro in Vincoli.